# Ла-Бастид-де-Беспла
Ла-Басти́д-де-Беспла́ (фр. La Bastide-de-Besplas) — коммуна во Франции, находится в регионе Юг — Пиренеи. Департамент коммуны — Арьеж. Входит в состав кантона Ле-Ма-д’Азий. Округ коммуны — Памье.
Код INSEE коммуны — 09038.

## Население
Население коммуны на 2008 год составляло 372 человека.
| 1962 | 1968 | 1975 | 1982 | 1990 | 1999 | 2008 |
| ---- | ---- | ---- | ---- | ---- | ---- | ---- |
| 438  | 453  | 403  | 307  | 302  | 294  | 372  |

## Экономика
В 2007 году среди 230 человек в трудоспособном возрасте (15—64 лет) 160 были экономически активными, 70 — неактивными (показатель активности — 69,6 %, в 1999 году было 67,4 %). Из 160 активных работали 139 человек (81 мужчина и 58 женщин), безработных было 21 (7 мужчин и 14 женщин). Среди 70 неактивных 12 человек были учениками или студентами, 27 — пенсионерами, 31 были неактивными по другим причинам.